# Francesca Carolina del Brasil

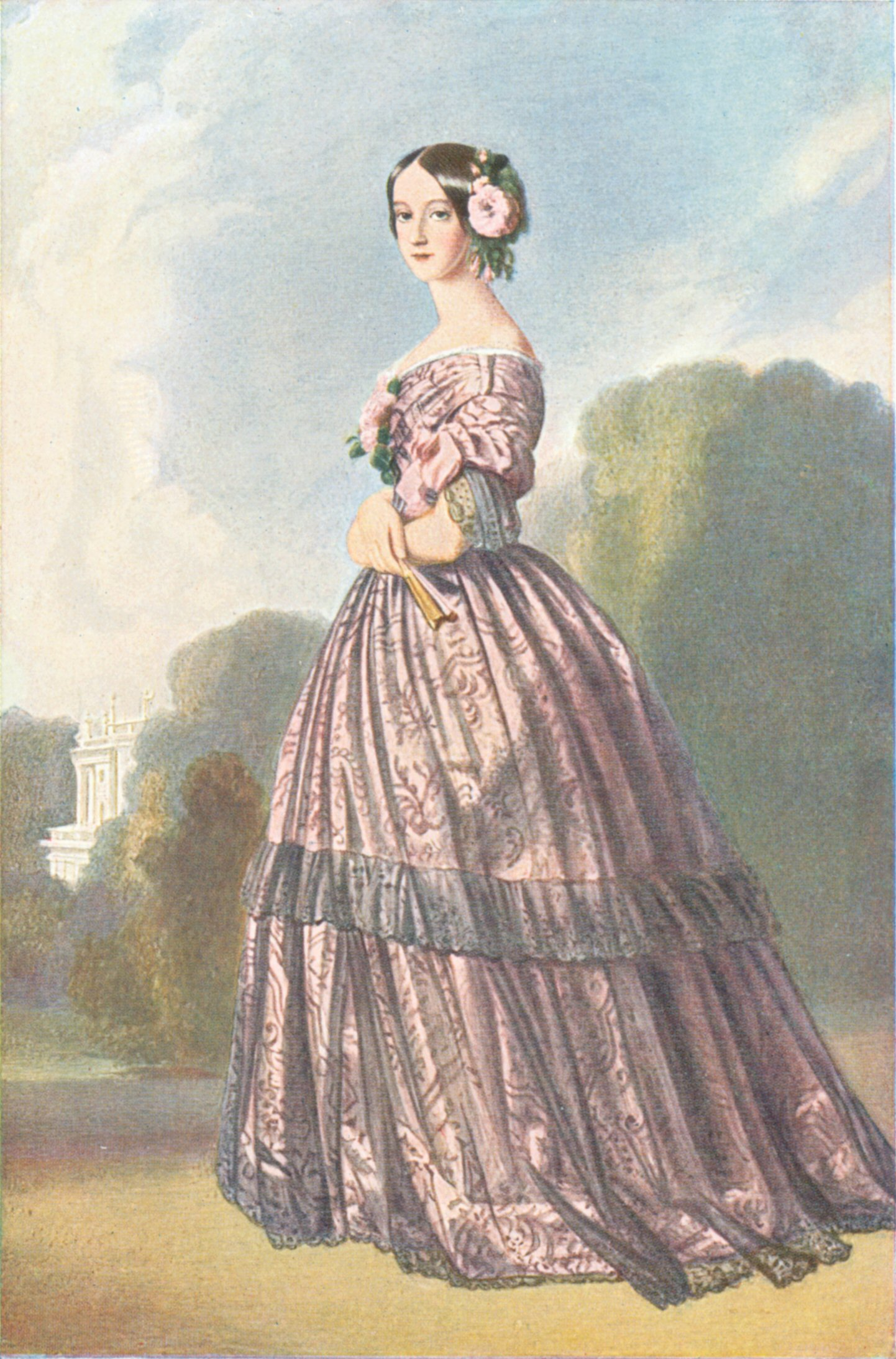
La princesa Francesca Carolina del Brasil pintada per Winterhalter.

Francesca Carolina del Brasil, princesa d'Orleans (Rio de Janeiro, 2 d'agost de 1824 - París, 27 de març de 1898). Princesa de Portugal i del Brasil amb el tractament d'altesa reial que contragué matrimoni amb el príncep Francesc d'Orleans.
Era filla del rei Pere I del Brasil i IV de Portugal i de l'arxiduquessa Maria Leopoldina d'Àustria. Francesca Carolina era neta per via paterna del rei Joan VI de Portugal i de la infanta Carlota Joaquima d'Espanya; mentre que per via materna ho era de l'emperador Francesc I d'Àustria i de la princesa Maria Teresa de Borbó-Dues Sicílies.
El dia 1 de maig de 1843 contragué matrimoni a Rio de Janeiro amb el príncep Francesc d'Orleans, príncep de Joinville. Francesc era fill del rei Lluís Felip I de França i de la princesa Maria Amèlia de Borbó-Dues Sicílies. La parella tingué dos fills:
- SAR la princesa Francesca d'Orleans, nada a Neuilly-sur-Seine el 1844 i morta a Castell de Saint Firmin el 1925. Es casà a Kingston-on-Thames amb el príncep Robert d'Orleans.
- SAR el príncep Pere d'Orleans, nat a Saint-Cloud el 1845 i mort a París el 1919.

Francesca Carolina morí a París el 1898 a l'edat de 74 anys.